# Шичжу-Туцзяський автономний повіт
29°59′46″ пн. ш. 108°06′46″ сх. д. / 29.99618° пн. ш. 108.11276° сх. д.
Шичжу-Туцзяський автономний повіт (кит. 石柱土家族自治县, пін. Shízhù Tŭjiāzú Zìzhìxiàn) — один із повітів КНР у складі міста прямого підпорядкування Чунціна. Адміністративний центр — містечко Наньбінь.

## Географія
Шичжу-Туцзяський автономний повіт розташовується на висоті близько 550 метрів над рівнем моря у центрі Чунціна.

### Клімат
Повіт знаходиться у зоні, котра характеризується вологим субтропічним кліматом. Найтепліший місяць — липень із середньою температурою 26,2 °C. Найхолодніший місяць — січень, із середньою температурою 5,9 °C.
| Клімат повіту Шичжу-Туцзя | Клімат повіту Шичжу-Туцзя | Клімат повіту Шичжу-Туцзя | Клімат повіту Шичжу-Туцзя | Клімат повіту Шичжу-Туцзя | Клімат повіту Шичжу-Туцзя | Клімат повіту Шичжу-Туцзя | Клімат повіту Шичжу-Туцзя | Клімат повіту Шичжу-Туцзя | Клімат повіту Шичжу-Туцзя | Клімат повіту Шичжу-Туцзя | Клімат повіту Шичжу-Туцзя | Клімат повіту Шичжу-Туцзя | Клімат повіту Шичжу-Туцзя |
| Показник                  | Січ.                      | Лют.                      | Бер.                      | Квіт.                     | Трав.                     | Черв.                     | Лип.                      | Серп.                     | Вер.                      | Жовт.                     | Лист.                     | Груд.                     | Рік                       |
| Середній максимум, °C     | 9,5                       | 11,7                      | 16,3                      | 21,6                      | 25,8                      | 28,3                      | 31,7                      | 32,0                      | 27,7                      | 21,3                      | 16,7                      | 11,1                      | 21,1                      |
| Середня температура, °C   | 5,9                       | 7,8                       | 11,5                      | 16,3                      | 20,4                      | 23,4                      | 26,2                      | 25,9                      | 22,2                      | 16,9                      | 12,3                      | 7,4                       | 16,4                      |
| Середній мінімум, °C      | 3,5                       | 5,1                       | 8,3                       | 12,7                      | 16,8                      | 20                        | 22,5                      | 21,9                      | 18,7                      | 14,2                      | 9,6                       | 5                         | 13,2                      |
| Норма опадів, мм          | 15.3                      | 19.4                      | 39                        | 110.2                     | 155.8                     | 163.3                     | 157                       | 137.7                     | 100.2                     | 97                        | 53.2                      | 18.2                      | 1066.3                    |
| Вологість повітря, %      | 80                        | 77                        | 77                        | 80                        | 80                        | 82                        | 80                        | 78                        | 80                        | 84                        | 83                        | 82                        | 80.3                      |
| ------------------------- | ------------------------- | ------------------------- | ------------------------- | ------------------------- | ------------------------- | ------------------------- | ------------------------- | ------------------------- | ------------------------- | ------------------------- | ------------------------- | ------------------------- | ------------------------- |
| Джерело: data.cma.cn      |                           |                           |                           |                           |                           |                           |                           |                           |                           |                           |                           |                           |                           |